# Passiflora cuspidifolia
Passiflora cuspidifolia är en passionsblomsväxtart som beskrevs av Hermann August Theodor Harms. Passiflora cuspidifolia ingår i släktet passionsblommor, och familjen passionsblomsväxter. Inga underarter finns listade i Catalogue of Life.